# Малі Вільми
Малі́ Вільми —  село в Україні, у Степанівській селищній громаді Сумського району Сумської області. Населення становить 109 осіб. До 2020 орган місцевого самоврядування — Косівщинська сільська рада.

## Географія
Село Малі Вільми знаходиться на лівому березі річки Дальня (Мала) Ільма, вище за течією на відстані 0,5 км розташоване село Солідарне, нижче за течією на відстані 1 км розташоване село Кононенкове, на протилежному березі - село Надточієве.

## Історія
Село Малі Вільми відоме принаймні з 1783 р. як хутір Ільмівський. Потім як село Малі Ільми, а пізніше, і як село Савичеве (близько середини ХХ ст.). У 1864 році хутір налічував 14 дворів і 111 жителів. У 1930-х рр. населення нараховувало всього 47 чоловік. Після війни до складу села був включений маленький хутір Бджоли з населенням всього 6 чоловік, пізніше перетворився на дачне селище біля села.
12 червня 2020 року, відповідно до розпорядження Кабінету Міністрів України № 723-р «Про визначення адміністративних центрів та затвердження територій територіальних громад Сумської області», село увійшло до складу Степанівської селищної громади.
19 липня 2020 року, в результаті адміністративно-територіальної реформи та ліквідації Сумського району(1923—2020), увійшло до складу новоутвореного Сумського району.